# Fußball-Weltmeisterschaft 1998/Iran
Dieser Artikel behandelt die iranische Fußballnationalmannschaft bei der Fußball-Weltmeisterschaft 1998 in Frankreich.

## Qualifikation

### Erste Runde
| Land        | Sp. | S | U | N | Tore  | Pkt. |
| ----------- | --- | - | - | - | ----- | ---- |
| Iran        | 6   | 5 | 1 | 0 | 39:30 | 16   |
| Kirgisistan | 5   | 3 | 0 | 2 | 12:11 | 9    |
| Syrien      | 5   | 2 | 1 | 2 | 27:50 | 7    |
| Malediven   | 6   | 0 | 0 | 6 | 00:59 | 0    |

| 02. Juni 1997 | Iran | 17:0 | Malediven | Abbasiden-Stadion, Damaskus, Syrien |
| 02. Juni 1997 | Bagheri 9. 13. 16. 60. 66. 67. 83. Estili 29. 47. 55. Azizi 35. 36. Daei 75. 77. Shahroudi 56. Mahdavikia 63. Minavand 87. |      |           | Abbasiden-Stadion, Damaskus, Syrien |

| 04. Juni 1997 | Kirgisistan | 0:7                                                              | Iran | Abbasiden-Stadion, Damaskus, Syrien |
| 04. Juni 1997 |             | Bagheri 35. 51. Majidi 68. 88. Daei 57. Minavand 76. Mousavi 82. |      | Abbasiden-Stadion, Damaskus, Syrien |

| 06. Juni 1997 | Syrien | 0:1      | Iran | Abbasiden-Stadion, Damaskus, Syrien |
| 06. Juni 1997 |        | Daei 65. |      | Abbasiden-Stadion, Damaskus, Syrien |

| 09. Juni 1997 | Iran                     | 3:1 | Kirgisistan | Azadi-Stadion, Teheran, Iran |
| 09. Juni 1997 | Azizi 3. 77. Bagheri 52. |     | Kutsow 16.  | Azadi-Stadion, Teheran, Iran |

| 11. Juni 1997 | Iran                                                                                   | 9:0 | Malediven | Azadi-Stadion, Teheran, Iran |
| 11. Juni 1997 | Mansourian 15. 44. Bagheri 22. 39. Daei 33. 43. Mahdavikia 38. Shahroudi 68. Azizi 87. |     |           | Azadi-Stadion, Teheran, Iran |

| 13. Juni 1997 | Iran                         | 2:2 | Syrien                | Azadi-Stadion, Teheran, Iran |
| 13. Juni 1997 | Shahroudi 10. Mansourian 30. |     | Boshi 11. Al Said 39. | Azadi-Stadion, Teheran, Iran |

### Zweite Runde
| Land          | Sp. | S | U | N | Tore  | Pkt. |
| ------------- | --- | - | - | - | ----- | ---- |
| Saudi-Arabien | 8   | 4 | 2 | 2 | 08:60 | 14   |
| Iran          | 8   | 3 | 3 | 2 | 13:80 | 12   |
| China         | 8   | 2 | 2 | 3 | 11:14 | 11   |
| Katar         | 8   | 1 | 0 | 5 | 07:10 | 10   |
| Kuwait        | 8   | 1 | 0 | 5 | 07:80 | 08   |

| 13. September 1997 | China          | 2:4 | Iran                                          | Dalian Stadion, Dalian, China |
| 13. September 1997 | Fan 44. Li 54. |     | Bagheri 61. Mahdaviki 67. 73. Modirrousta 86. | Dalian Stadion, Dalian, China |

| 19. September 1997 | Iran        | 1:1 | Saudi-Arabien   | Azadi-Stadion, Teheran, Iran |
| 19. September 1997 | Bagheri 64. |     | Al-Shahrani 32. | Azadi-Stadion, Teheran, Iran |

| 26. September 1997 | Kuwait         | 1:1 | Iran        | National Stadion, Kuwait, Kuwait |
| 26. September 1997 | Al Huwaidi 20. |     | Bagheri 90. | National Stadion, Kuwait, Kuwait |

| 03. Oktober 1997 | Iran                     | 3:0 | Katar | Azadi-Stadion, Teheran, Iran |
| 03. Oktober 1997 | Daei 31. Bagheri 42. 56. |     |       | Azadi-Stadion, Teheran, Iran |

| 17. Oktober 1997 | Iran                                               | 4:1 | China   | Azadi-Stadion, Teheran, Iran |
| 17. Oktober 1997 | Mansourian 2. Modirrousta 44. Bagheri 69. Daei 73. |     | Mao 87. | Azadi-Stadion, Teheran, Iran |

| 24. Oktober 1997 | Saudi-Arabien   | 1:0 | Iran | König-Fahd-Stadion, Riad, Saudi-Arabien |
| 24. Oktober 1997 | al-Muwallid 88. |     |      | König-Fahd-Stadion, Riad, Saudi-Arabien |

| 31. Oktober 1997 | Iran | 0:0 | Kuwait | Azadi-Stadion, Teheran, Iran |
| 31. Oktober 1997 |      |     |        | Azadi-Stadion, Teheran, Iran |

| 07. November 1997 | Katar            | 2:0 | Iran | Thani Bin Jassim Stadion, Doha, Katar |
| 07. November 1997 | Al Enazi 38. 81. |     |      | Thani Bin Jassim Stadion, Doha, Katar |

Die Auswahl Irans qualifiziert sich nicht automatisch für die Fußball-Weltmeisterschaft. Sie muss ein Entscheidungsspiel gegen Japan (Zweiter der Gruppe B) bestreiten, dessen Gewinner an der Endrunde teilnimmt.

### AFC Playoff
| 16. November 1997 | Iran               | 2:3 (n. V.) | Japan                          | Johor Bahru Stadion, Johor Bahru, Indonesien |
| 16. November 1997 | Azizi 46. Daei 58. |             | Nakayama 39. Jo 75. Okano 118. | Johor Bahru Stadion, Johor Bahru, Indonesien |

Der Iran muss nach der Niederlage im AFC Playoff in der Internationalen Relegation gegen Australien (Sieger Ozeaniens) in zwei Spielen (Hin- und Rückspiel) antreten und den letzten WM-Teilnehmer ermitteln.

### Interkontinentale Relegation
| 22. November 1997 | Iran      | 1:1 | Australien | Azadi-Stadion, Teheran, Iran |
| 22. November 1997 | Azizi 39. |     | Kewell 19. | Azadi-Stadion, Teheran, Iran |

| 28. November 1997 | Australien            | 2:2 | Iran                  | Melbourne Cricket Ground, Melbourne, Australien |
| 28. November 1997 | Kewell 31. Vidmar 47. |     | Bagheri 75. Azizi 79. | Melbourne Cricket Ground, Melbourne, Australien |

Iran qualifiziert sich aufgrund der Auswärtstorregel zum zweiten Mal für eine Fußball-Weltmeisterschaft.
Besonderheiten:
- Iran schießt die meisten Tore von allen WM-Teilnehmern in der Qualifikationsphase: 57 Treffer
- Karim Bagheri erzielt 16 Treffer und wird hinter Ronaldo (17 Treffer) der zweitbeste Torschütze weltweit
- Iran stellt Weltrekord auf: 17 Treffer einer Mannschaft in einem Länderspiel (Iran gegen Malediven 17:0)
- Weltweit bestbesuchtes Spiel im Rahmen der Qualifikation zur Endrunde in Frankreich: 120.000 Zuschauer beim Spiel Iran gegen Saudi-Arabien im Azadi-Stadion
- Iran erzielt acht Tore im Hin- und Rückspiel gegen die Auswahl Chinas (2:4 und 4:1)
- Alireza Mansourian erzielt das schnellste Tor in der Asien-Qualifikation zur WM im Spiel gegen China in Teheran (2. Minute)

## WM 1998

### Kader
| Nummer / Name | Nummer / Name         | Verein vor WM-Beginn | Geburtstag | Sp.      | Tor      | Rot      | G/R      | Gelb     |
| Torhüter      | Torhüter              | Torhüter             | Torhüter   | Torhüter | Torhüter | Torhüter | Torhüter | Torhüter |
| ------------- | --------------------- | -------------------- | ---------- | -------- | -------- | -------- | -------- | -------- |
| 1             | Ahmad Reza Abedzadeh  | Persepolis Teheran   | 26.05.1966 | 2        | 0        | 0        | 0        | 0        |
| 12            | Nima Nakisa           | Persepolis Teheran   | 01.05.1975 | 1        | 0        | 0        | 0        | 0        |
| 22            | Parviz Boroumand      | Esteghlal Teheran    | 30.05.1974 | 0        | 0        | 0        | 0        | 0        |
| Abwehr        |                       |                      |            |          |          |          |          |          |
| 3             | Naeem Saadavi         | Persepolis Teheran   | 16.06.1969 | 1        | 0        | 0        | 0        | 0        |
| 4             | Mohammad Khakpour     | Persepolis Teheran   | 20.02.1969 | 3        | 0        | 0        | 0        | 0        |
| 5             | Afshin Peyrovani      | Persepolis Teheran   | 06.02.1970 | 1        | 0        | 0        | 0        | 0        |
| 14            | Nader Mohammadkhani   | Polyacryl Isfahan FC | 23.08.1963 | 3        | 0        | 0        | 0        | 0        |
| 15            | Ali Akbar Ostad-Asadi | Zob Ahan Isfahan     | 17.09.1965 | 0        | 0        | 0        | 0        | 0        |
| 17            | Javad Zarincheh       | Esteghlal Teheran    | 23.07.1966 | 3        | 0        | 0        | 0        | 1        |
| 20            | Mehdi Pashazadeh      | Esteghlal Teheran    | 27.12.1973 | 3        | 0        | 0        | 0        | 0        |
| Mittelfeld    |                       |                      |            |          |          |          |          |          |
| 2             | Mehdi Mahdavikia      | Persepolis Teheran   | 24.07.1977 | 3        | 1        | 0        | 0        | 0        |
| 6             | Karim Bagheri         | Arminia Bielefeld    | 20.02.1974 | 3        | 0        | 0        | 0        | 0        |
| 7             | Alireza Mansourian    | Esteghlal Teheran    | 02.12.1971 | 2        | 0        | 0        | 0        | 0        |
| 8             | Sirous Dinmohammadi   | Shahrdari Tabriz FC  | 02.07.1970 | 1        | 0        | 0        | 0        | 0        |
| 9             | Hamid Reza Estili     | FC Bahman Karadsch   | 01.04.1967 | 3        | 1        | 0        | 0        | 0        |
| 16            | Reza Shahroudi        | Persepolis Teheran   | 21.02.1972 | 0        | 0        | 0        | 0        | 0        |
| 21            | Mehrdad Minavand      | Persepolis Teheran   | 30.11.1975 | 3        | 0        | 0        | 0        | 1        |
| Angriff       |                       |                      |            |          |          |          |          |          |
| 10            | Ali Daei              | Arminia Bielefeld    | 21.03.1969 | 3        | 0        | 0        | 0        | 1        |
| 11            | Chodadad Azizi        | 1. FC Köln           | 22.06.1971 | 3        | 0        | 0        | 0        | 0        |
| 13            | Ali Latifi            | FC Bahman Karadsch   | 20.02.1976 | 0        | 0        | 0        | 0        | 0        |
| 18            | Sattar Hamedani       | FC Bahman Karadsch   | 06.06.1974 | 0        | 0        | 0        | 0        | 0        |
| 19            | Behnam Seraj          | Sanat Naft Abadan    | 19.06.1971 | 0        | 0        | 0        | 0        | 0        |
| Trainer       |                       |                      |            |          |          |          |          |          |
|               | Jalal Talebi          |                      | 23.03.1942 |          |          |          |          |          |

### Spiele
Details siehe Fußball-Weltmeisterschaft 1998/Gruppe F
| Land               | Sp. | S | U | N | Tore | Pkt. |
| ------------------ | --- | - | - | - | ---- | ---- |
| Deutschland        | 3   | 2 | 1 | 0 | 6:2  | 7    |
| BR Jugoslawien     | 3   | 2 | 1 | 0 | 4:2  | 7    |
| Iran               | 3   | 1 | 0 | 2 | 2:4  | 3    |
| Vereinigte Staaten | 3   | 0 | 0 | 3 | 1:5  | 0    |

 BR Jugoslawien –  Iran 1:0 (0:0)

Datum: Sonntag, 14. Juni 1998, 17:30 Uhr (MESZ)

Stadion: Stade Geoffroy-Guichard (Saint-Étienne)

Zuschauer: 30.600

Schiedsrichter: Tejada 
 BR Jugoslawien:

Kralj – Mirković, Djorović, Petrović , Jokanović, Brnović (50. Stanković) – Jugović, Stojković   (68. Kovačević), Mihajlović  – Mijatović, Milošević (58. Ognjenović)
 Iran:

Nakisa – Khakpour, Mohammadkhani , Zarincheh, Pashazadeh – Mahdavikia, Bagheri, Estili (68. Mansourian), Minavand – Daei, Azizi
Tore:
- 1:0 Mihajlović (72., Freistoß)

Spielbericht
 Vereinigte Staaten –  Iran 1:2 (0:1)

Datum: Sonntag, 21. Juni 1998, 21:00 Uhr (MESZ)

Stadion: Stade Gerland (Lyon)

Zuschauer: 39.100

Schiedsrichter: Meier 
 Vereinigte Staaten:

Keller – Pope, Dooley  (82. Maisonneuve), Régis , Hejduk – Ramos (57. Stewart), Reyna, Jones, Moore – McBride , Wegerle (58. Radosavljević)
 Iran:

Abedzadeh  – Khakpour, Mohammadkhani (75. Peyrovani), Zarincheh  (77. Saadavi), Pashazadeh – Mahdavikia , Bagheri, Estili  (68. Mansourian), Minavand  – Daei, Azizi (73. Mansourian)
Tore:
- 0:1 Estili (40., Kopfball, Zarincheh)
- 0:2 Mahdavikia (84., Rechtsschuss)
- 1:2 McBride (87., Rechtsschuss)

Spielbericht
 Deutschland –  Iran 2:0 (0:0)

Datum: Donnerstag, 25. Juni 1998, 21:00 Uhr (MESZ)

Stadion: Stade de la Mosson (Montpellier)

Zuschauer: 29.800

Schiedsrichter: González 
 Deutschland:

Köpke – Wörns, Kohler, Heinrich, Helmer – Thon (46. Hamann), Tarnat (76. Ziege), Matthäus, Häßler  (46. Kirsten) – Klinsmann  , Bierhoff 
 Iran:

Abedzadeh  – Khakpour, Mohammadkhani, Zarincheh (70. Dinmohammadi), Pashazadeh – Mahdavikia, Bagheri, Estili, Minavand – Daei , Azizi
Tore:
- 1:0 Bierhoff (50., Kopfball)
- 2:0 Klinsmann (57., Rechtsschuss)

Spielbericht
Für den Iran ist das Turnier nach der Vorrunde beendet.
Besonderheiten:
- Iran ist die Überraschungsmannschaft in der Gruppe F
- Durch faire Gesten vor dem Spiel USA gegen Iran zeigen beide Mannschaften aus den verfeindeten Staaten, dass Fußball und Politik zwei verschiedene Sachen sind
- Iran gewinnt sein erstes Spiel bei einer Endrunde (2:1 gegen die USA)
- Viele iranische Nationalspieler wechseln nach der WM zu europäischen (Top-)Klubs